# Fredrik Rudebeck
Lars Peter Fredrik Rudebeck, född 1 juni 1837 i Vists församling, Östergötlands län, död 4 januari 1914 i Hovförsamlingen, Stockholm, var en svensk militär.

## Biografi
Rudebeck blev 15 september 1851 kadett vid Krigsakademien på Karlberg och utexaminerades 18 maj 1858. Han blev 4 juni 1858 underlöjtnant vid Kronprinsens husarregemente och 27 mars 1862 löjtnant. Rudebeck utnämndes 20 januari 1875 till riddare av franska Hederslegionen och blev 21 januari 1879 stallmästare vid Hovstaterna. Han blev 30 maj 1879 ryttmästare och utnämndes 1 december 1880 till riddare av Svärdsorden.
Rudebeck utnämndes vidare 19 augusti 1882 till riddare av norska Sankt Olavsorden, 19 augusti 1882 riddare av tredje klassen av Sankt Annas orden, 24 augusti 1882 kommendör av andra klassen av Kungliga Sachsiska Vita falkens orden, 30 december 1882 kommendör av andra klassen av Badiska Zähringer Löwenorden, 8 april 1884 till kommendör av Preussiska Kronorden, 23 juni 1884 till kommendör av monegaskiska Karl den heliges orden, 9 februari 1887 kommendör av portugisiska Obefläckade avlelsens orden, 19 september 1888 kommendör av andra klassen av Kungliga Sachsiska Albrektsorden, 17 oktober 1888 kommendör av andra klassen av Preussiska Kronorden, tilldelades 1 juni 1889 Japanska Uppgående solens förtjänstorden av tredje klassen, 14 juli 1889 kommendör av första klassen av Badiska Zähringer Löwenorden och 31 juli 1889 kommendör av första klassen av Nassauska Adolfs militär- och civilförtjänstorden.
Han blev 30 november 1889 hovstallmästare vid Hovstallet och tog avsked från regementet 24 januari 1890. Rudebeck utnämndes 3 oktober 1890 till kommendör med kraschan av österrikiska Frans Josefsorden, 1 december 1891 kommendör av andra klassen av Vasaorden, 30 september 1891 kommendör av första klassen av Kungliga Sachsiska Vita falkens orden, 1 december 1894 till kommendör av Vasaorden första klassen, 3 augusti 1895 riddare av andra klassen med kraschan av Preussiska Kronorden, juli 1897 Siamesiska orden Vita elefanten andra klassen, tilldelades 18 september 1897 Oscar II:s jubileumsminnestecken och utnämndes 29 december 1897 till kommendör av första graden av Dannebrogorden.

### Familj
Fredrik Rudebeck var son till kyrkoherden och kontraktsprosten Pehr Erik Rudebeck och Sigrid Gustava Brydolf samt bror till Sigrid Rudebeck. Rudebeck gifte sig 17 mars 1871 med Eva Thomasine Wiberg (1845–1922), dotter till grosshandlaren Håkan Wiberg och Louise Södergren. De fick tillsammans barnen köpmannen Erik Rudebeck (1872–1900) i Buenos Aires, Axel Robert Stellan Rudebeck (1875–1876) och hovmarskalken Nils Rudebeck (1877–1964).